# La Pared
«La Pared» (укр. «Стіна») — третій сингл колумбійської співачки Шакіри з альбому «Fijación Oral Vol. 1», що вийшов 2006 року на лейблі Epic.

## Інформація
Пісня також має акустичну версію, у якій з інструментів лише фортепіано. Версія включена до альбому «Fijación Oral Vol. 1» як бонус трек.

## Відеокліп
У відео показано концертне виконання пісні Шакірою на концерті в Мехіко, акомпоноване фортепіано. Співачка сидить біля інструменту та співає, інколи направляючи мікрофон до публіки, яка підсвічує запальничками.